# Vispa
Vispa är ett vattendrag i Schweiz.  Det ligger i kantonen Valais i den södra delen av landet, 80 km söder om huvudstaden Bern.
Vispa bildas i Stalden genom sammanflödet av Mattervispa och Saaservispa. Vispa mynnar ut i floden Rhône, här kallad Rotten, strax norr om staden Visp.